# Antonín Novotný (compositore di scacchi)
Antonín Novotný (noto anche come Anton Novotny; Dobromilice, 22 agosto 1827 – Vienna, 9 marzo 1871) è stato un compositore di scacchi boemo naturalizzato austriaco.
Visse a Varaždin e a Brno, poi si trasferì a Vienna, dove collaborò alla rivista Illustrierte Zeitung di Lipsia,  poi alla Wiener Schachzeiyung (diretta a Ernst Falkbeer) e alla Wiener Wochenblatt. Partecipò ai concorsi problemistici inglesi della rivista «The Era» (1856) e di Bristol (1861). Nel 1862 vinse il terzo premio al concorso di  Londra, dopo Konrad Bayer e Josef Plachutta. Di professione era un giurista.

## Il tema Novotny
Nel 1854 pubblicò sulla Illustrierte Zeitung di Lipsia un problema di matto in tre mosse (vedi diagramma) contenente una combinazione poi largamente usata nella composizione dei problemi, ora nota come «tema Novotny». È un'interferenza tra pezzi dello stesso colore ma a diversa azione lineare, provocata da un sacrificio nella casa di intersezione.
Esistono diverse varianti del tema Novotny, tra cui il "Novotny differenziato", nel quale il sacrificio introduce una diversa minaccia, mentre le catture permettono a turno matti diversi, e il "Novotny finlandese", in cui la casa di interferenza è occupata da un pedone nero che viene catturato dal bianco con la prima mossa (chiave).
|   | a | b | c | d | e | f | g | h |   |
| 8 | c8 alfiere del nero · h8 torre del nero · c7 cavallo del nero · g7 alfiere del nero · h6 cavallo del bianco · b5 torre del bianco · c4 pedone del bianco · e4 re del nero · h4 alfiere del bianco · f3 cavallo del bianco · g3 pedone del bianco · b2 pedone del bianco · e2 re del bianco | c8 alfiere del nero · h8 torre del nero · c7 cavallo del nero · g7 alfiere del nero · h6 cavallo del bianco · b5 torre del bianco · c4 pedone del bianco · e4 re del nero · h4 alfiere del bianco · f3 cavallo del bianco · g3 pedone del bianco · b2 pedone del bianco · e2 re del bianco | c8 alfiere del nero · h8 torre del nero · c7 cavallo del nero · g7 alfiere del nero · h6 cavallo del bianco · b5 torre del bianco · c4 pedone del bianco · e4 re del nero · h4 alfiere del bianco · f3 cavallo del bianco · g3 pedone del bianco · b2 pedone del bianco · e2 re del bianco | c8 alfiere del nero · h8 torre del nero · c7 cavallo del nero · g7 alfiere del nero · h6 cavallo del bianco · b5 torre del bianco · c4 pedone del bianco · e4 re del nero · h4 alfiere del bianco · f3 cavallo del bianco · g3 pedone del bianco · b2 pedone del bianco · e2 re del bianco | c8 alfiere del nero · h8 torre del nero · c7 cavallo del nero · g7 alfiere del nero · h6 cavallo del bianco · b5 torre del bianco · c4 pedone del bianco · e4 re del nero · h4 alfiere del bianco · f3 cavallo del bianco · g3 pedone del bianco · b2 pedone del bianco · e2 re del bianco | c8 alfiere del nero · h8 torre del nero · c7 cavallo del nero · g7 alfiere del nero · h6 cavallo del bianco · b5 torre del bianco · c4 pedone del bianco · e4 re del nero · h4 alfiere del bianco · f3 cavallo del bianco · g3 pedone del bianco · b2 pedone del bianco · e2 re del bianco | c8 alfiere del nero · h8 torre del nero · c7 cavallo del nero · g7 alfiere del nero · h6 cavallo del bianco · b5 torre del bianco · c4 pedone del bianco · e4 re del nero · h4 alfiere del bianco · f3 cavallo del bianco · g3 pedone del bianco · b2 pedone del bianco · e2 re del bianco | c8 alfiere del nero · h8 torre del nero · c7 cavallo del nero · g7 alfiere del nero · h6 cavallo del bianco · b5 torre del bianco · c4 pedone del bianco · e4 re del nero · h4 alfiere del bianco · f3 cavallo del bianco · g3 pedone del bianco · b2 pedone del bianco · e2 re del bianco | 8 |
| 7 | c8 alfiere del nero · h8 torre del nero · c7 cavallo del nero · g7 alfiere del nero · h6 cavallo del bianco · b5 torre del bianco · c4 pedone del bianco · e4 re del nero · h4 alfiere del bianco · f3 cavallo del bianco · g3 pedone del bianco · b2 pedone del bianco · e2 re del bianco | c8 alfiere del nero · h8 torre del nero · c7 cavallo del nero · g7 alfiere del nero · h6 cavallo del bianco · b5 torre del bianco · c4 pedone del bianco · e4 re del nero · h4 alfiere del bianco · f3 cavallo del bianco · g3 pedone del bianco · b2 pedone del bianco · e2 re del bianco | c8 alfiere del nero · h8 torre del nero · c7 cavallo del nero · g7 alfiere del nero · h6 cavallo del bianco · b5 torre del bianco · c4 pedone del bianco · e4 re del nero · h4 alfiere del bianco · f3 cavallo del bianco · g3 pedone del bianco · b2 pedone del bianco · e2 re del bianco | c8 alfiere del nero · h8 torre del nero · c7 cavallo del nero · g7 alfiere del nero · h6 cavallo del bianco · b5 torre del bianco · c4 pedone del bianco · e4 re del nero · h4 alfiere del bianco · f3 cavallo del bianco · g3 pedone del bianco · b2 pedone del bianco · e2 re del bianco | c8 alfiere del nero · h8 torre del nero · c7 cavallo del nero · g7 alfiere del nero · h6 cavallo del bianco · b5 torre del bianco · c4 pedone del bianco · e4 re del nero · h4 alfiere del bianco · f3 cavallo del bianco · g3 pedone del bianco · b2 pedone del bianco · e2 re del bianco | c8 alfiere del nero · h8 torre del nero · c7 cavallo del nero · g7 alfiere del nero · h6 cavallo del bianco · b5 torre del bianco · c4 pedone del bianco · e4 re del nero · h4 alfiere del bianco · f3 cavallo del bianco · g3 pedone del bianco · b2 pedone del bianco · e2 re del bianco | c8 alfiere del nero · h8 torre del nero · c7 cavallo del nero · g7 alfiere del nero · h6 cavallo del bianco · b5 torre del bianco · c4 pedone del bianco · e4 re del nero · h4 alfiere del bianco · f3 cavallo del bianco · g3 pedone del bianco · b2 pedone del bianco · e2 re del bianco | c8 alfiere del nero · h8 torre del nero · c7 cavallo del nero · g7 alfiere del nero · h6 cavallo del bianco · b5 torre del bianco · c4 pedone del bianco · e4 re del nero · h4 alfiere del bianco · f3 cavallo del bianco · g3 pedone del bianco · b2 pedone del bianco · e2 re del bianco | 7 |
| 6 | c8 alfiere del nero · h8 torre del nero · c7 cavallo del nero · g7 alfiere del nero · h6 cavallo del bianco · b5 torre del bianco · c4 pedone del bianco · e4 re del nero · h4 alfiere del bianco · f3 cavallo del bianco · g3 pedone del bianco · b2 pedone del bianco · e2 re del bianco | c8 alfiere del nero · h8 torre del nero · c7 cavallo del nero · g7 alfiere del nero · h6 cavallo del bianco · b5 torre del bianco · c4 pedone del bianco · e4 re del nero · h4 alfiere del bianco · f3 cavallo del bianco · g3 pedone del bianco · b2 pedone del bianco · e2 re del bianco | c8 alfiere del nero · h8 torre del nero · c7 cavallo del nero · g7 alfiere del nero · h6 cavallo del bianco · b5 torre del bianco · c4 pedone del bianco · e4 re del nero · h4 alfiere del bianco · f3 cavallo del bianco · g3 pedone del bianco · b2 pedone del bianco · e2 re del bianco | c8 alfiere del nero · h8 torre del nero · c7 cavallo del nero · g7 alfiere del nero · h6 cavallo del bianco · b5 torre del bianco · c4 pedone del bianco · e4 re del nero · h4 alfiere del bianco · f3 cavallo del bianco · g3 pedone del bianco · b2 pedone del bianco · e2 re del bianco | c8 alfiere del nero · h8 torre del nero · c7 cavallo del nero · g7 alfiere del nero · h6 cavallo del bianco · b5 torre del bianco · c4 pedone del bianco · e4 re del nero · h4 alfiere del bianco · f3 cavallo del bianco · g3 pedone del bianco · b2 pedone del bianco · e2 re del bianco | c8 alfiere del nero · h8 torre del nero · c7 cavallo del nero · g7 alfiere del nero · h6 cavallo del bianco · b5 torre del bianco · c4 pedone del bianco · e4 re del nero · h4 alfiere del bianco · f3 cavallo del bianco · g3 pedone del bianco · b2 pedone del bianco · e2 re del bianco | c8 alfiere del nero · h8 torre del nero · c7 cavallo del nero · g7 alfiere del nero · h6 cavallo del bianco · b5 torre del bianco · c4 pedone del bianco · e4 re del nero · h4 alfiere del bianco · f3 cavallo del bianco · g3 pedone del bianco · b2 pedone del bianco · e2 re del bianco | c8 alfiere del nero · h8 torre del nero · c7 cavallo del nero · g7 alfiere del nero · h6 cavallo del bianco · b5 torre del bianco · c4 pedone del bianco · e4 re del nero · h4 alfiere del bianco · f3 cavallo del bianco · g3 pedone del bianco · b2 pedone del bianco · e2 re del bianco | 6 |
| 5 | c8 alfiere del nero · h8 torre del nero · c7 cavallo del nero · g7 alfiere del nero · h6 cavallo del bianco · b5 torre del bianco · c4 pedone del bianco · e4 re del nero · h4 alfiere del bianco · f3 cavallo del bianco · g3 pedone del bianco · b2 pedone del bianco · e2 re del bianco | c8 alfiere del nero · h8 torre del nero · c7 cavallo del nero · g7 alfiere del nero · h6 cavallo del bianco · b5 torre del bianco · c4 pedone del bianco · e4 re del nero · h4 alfiere del bianco · f3 cavallo del bianco · g3 pedone del bianco · b2 pedone del bianco · e2 re del bianco | c8 alfiere del nero · h8 torre del nero · c7 cavallo del nero · g7 alfiere del nero · h6 cavallo del bianco · b5 torre del bianco · c4 pedone del bianco · e4 re del nero · h4 alfiere del bianco · f3 cavallo del bianco · g3 pedone del bianco · b2 pedone del bianco · e2 re del bianco | c8 alfiere del nero · h8 torre del nero · c7 cavallo del nero · g7 alfiere del nero · h6 cavallo del bianco · b5 torre del bianco · c4 pedone del bianco · e4 re del nero · h4 alfiere del bianco · f3 cavallo del bianco · g3 pedone del bianco · b2 pedone del bianco · e2 re del bianco | c8 alfiere del nero · h8 torre del nero · c7 cavallo del nero · g7 alfiere del nero · h6 cavallo del bianco · b5 torre del bianco · c4 pedone del bianco · e4 re del nero · h4 alfiere del bianco · f3 cavallo del bianco · g3 pedone del bianco · b2 pedone del bianco · e2 re del bianco | c8 alfiere del nero · h8 torre del nero · c7 cavallo del nero · g7 alfiere del nero · h6 cavallo del bianco · b5 torre del bianco · c4 pedone del bianco · e4 re del nero · h4 alfiere del bianco · f3 cavallo del bianco · g3 pedone del bianco · b2 pedone del bianco · e2 re del bianco | c8 alfiere del nero · h8 torre del nero · c7 cavallo del nero · g7 alfiere del nero · h6 cavallo del bianco · b5 torre del bianco · c4 pedone del bianco · e4 re del nero · h4 alfiere del bianco · f3 cavallo del bianco · g3 pedone del bianco · b2 pedone del bianco · e2 re del bianco | c8 alfiere del nero · h8 torre del nero · c7 cavallo del nero · g7 alfiere del nero · h6 cavallo del bianco · b5 torre del bianco · c4 pedone del bianco · e4 re del nero · h4 alfiere del bianco · f3 cavallo del bianco · g3 pedone del bianco · b2 pedone del bianco · e2 re del bianco | 5 |
| 4 | c8 alfiere del nero · h8 torre del nero · c7 cavallo del nero · g7 alfiere del nero · h6 cavallo del bianco · b5 torre del bianco · c4 pedone del bianco · e4 re del nero · h4 alfiere del bianco · f3 cavallo del bianco · g3 pedone del bianco · b2 pedone del bianco · e2 re del bianco | c8 alfiere del nero · h8 torre del nero · c7 cavallo del nero · g7 alfiere del nero · h6 cavallo del bianco · b5 torre del bianco · c4 pedone del bianco · e4 re del nero · h4 alfiere del bianco · f3 cavallo del bianco · g3 pedone del bianco · b2 pedone del bianco · e2 re del bianco | c8 alfiere del nero · h8 torre del nero · c7 cavallo del nero · g7 alfiere del nero · h6 cavallo del bianco · b5 torre del bianco · c4 pedone del bianco · e4 re del nero · h4 alfiere del bianco · f3 cavallo del bianco · g3 pedone del bianco · b2 pedone del bianco · e2 re del bianco | c8 alfiere del nero · h8 torre del nero · c7 cavallo del nero · g7 alfiere del nero · h6 cavallo del bianco · b5 torre del bianco · c4 pedone del bianco · e4 re del nero · h4 alfiere del bianco · f3 cavallo del bianco · g3 pedone del bianco · b2 pedone del bianco · e2 re del bianco | c8 alfiere del nero · h8 torre del nero · c7 cavallo del nero · g7 alfiere del nero · h6 cavallo del bianco · b5 torre del bianco · c4 pedone del bianco · e4 re del nero · h4 alfiere del bianco · f3 cavallo del bianco · g3 pedone del bianco · b2 pedone del bianco · e2 re del bianco | c8 alfiere del nero · h8 torre del nero · c7 cavallo del nero · g7 alfiere del nero · h6 cavallo del bianco · b5 torre del bianco · c4 pedone del bianco · e4 re del nero · h4 alfiere del bianco · f3 cavallo del bianco · g3 pedone del bianco · b2 pedone del bianco · e2 re del bianco | c8 alfiere del nero · h8 torre del nero · c7 cavallo del nero · g7 alfiere del nero · h6 cavallo del bianco · b5 torre del bianco · c4 pedone del bianco · e4 re del nero · h4 alfiere del bianco · f3 cavallo del bianco · g3 pedone del bianco · b2 pedone del bianco · e2 re del bianco | c8 alfiere del nero · h8 torre del nero · c7 cavallo del nero · g7 alfiere del nero · h6 cavallo del bianco · b5 torre del bianco · c4 pedone del bianco · e4 re del nero · h4 alfiere del bianco · f3 cavallo del bianco · g3 pedone del bianco · b2 pedone del bianco · e2 re del bianco | 4 |
| 3 | c8 alfiere del nero · h8 torre del nero · c7 cavallo del nero · g7 alfiere del nero · h6 cavallo del bianco · b5 torre del bianco · c4 pedone del bianco · e4 re del nero · h4 alfiere del bianco · f3 cavallo del bianco · g3 pedone del bianco · b2 pedone del bianco · e2 re del bianco | c8 alfiere del nero · h8 torre del nero · c7 cavallo del nero · g7 alfiere del nero · h6 cavallo del bianco · b5 torre del bianco · c4 pedone del bianco · e4 re del nero · h4 alfiere del bianco · f3 cavallo del bianco · g3 pedone del bianco · b2 pedone del bianco · e2 re del bianco | c8 alfiere del nero · h8 torre del nero · c7 cavallo del nero · g7 alfiere del nero · h6 cavallo del bianco · b5 torre del bianco · c4 pedone del bianco · e4 re del nero · h4 alfiere del bianco · f3 cavallo del bianco · g3 pedone del bianco · b2 pedone del bianco · e2 re del bianco | c8 alfiere del nero · h8 torre del nero · c7 cavallo del nero · g7 alfiere del nero · h6 cavallo del bianco · b5 torre del bianco · c4 pedone del bianco · e4 re del nero · h4 alfiere del bianco · f3 cavallo del bianco · g3 pedone del bianco · b2 pedone del bianco · e2 re del bianco | c8 alfiere del nero · h8 torre del nero · c7 cavallo del nero · g7 alfiere del nero · h6 cavallo del bianco · b5 torre del bianco · c4 pedone del bianco · e4 re del nero · h4 alfiere del bianco · f3 cavallo del bianco · g3 pedone del bianco · b2 pedone del bianco · e2 re del bianco | c8 alfiere del nero · h8 torre del nero · c7 cavallo del nero · g7 alfiere del nero · h6 cavallo del bianco · b5 torre del bianco · c4 pedone del bianco · e4 re del nero · h4 alfiere del bianco · f3 cavallo del bianco · g3 pedone del bianco · b2 pedone del bianco · e2 re del bianco | c8 alfiere del nero · h8 torre del nero · c7 cavallo del nero · g7 alfiere del nero · h6 cavallo del bianco · b5 torre del bianco · c4 pedone del bianco · e4 re del nero · h4 alfiere del bianco · f3 cavallo del bianco · g3 pedone del bianco · b2 pedone del bianco · e2 re del bianco | c8 alfiere del nero · h8 torre del nero · c7 cavallo del nero · g7 alfiere del nero · h6 cavallo del bianco · b5 torre del bianco · c4 pedone del bianco · e4 re del nero · h4 alfiere del bianco · f3 cavallo del bianco · g3 pedone del bianco · b2 pedone del bianco · e2 re del bianco | 3 |
| 2 | c8 alfiere del nero · h8 torre del nero · c7 cavallo del nero · g7 alfiere del nero · h6 cavallo del bianco · b5 torre del bianco · c4 pedone del bianco · e4 re del nero · h4 alfiere del bianco · f3 cavallo del bianco · g3 pedone del bianco · b2 pedone del bianco · e2 re del bianco | c8 alfiere del nero · h8 torre del nero · c7 cavallo del nero · g7 alfiere del nero · h6 cavallo del bianco · b5 torre del bianco · c4 pedone del bianco · e4 re del nero · h4 alfiere del bianco · f3 cavallo del bianco · g3 pedone del bianco · b2 pedone del bianco · e2 re del bianco | c8 alfiere del nero · h8 torre del nero · c7 cavallo del nero · g7 alfiere del nero · h6 cavallo del bianco · b5 torre del bianco · c4 pedone del bianco · e4 re del nero · h4 alfiere del bianco · f3 cavallo del bianco · g3 pedone del bianco · b2 pedone del bianco · e2 re del bianco | c8 alfiere del nero · h8 torre del nero · c7 cavallo del nero · g7 alfiere del nero · h6 cavallo del bianco · b5 torre del bianco · c4 pedone del bianco · e4 re del nero · h4 alfiere del bianco · f3 cavallo del bianco · g3 pedone del bianco · b2 pedone del bianco · e2 re del bianco | c8 alfiere del nero · h8 torre del nero · c7 cavallo del nero · g7 alfiere del nero · h6 cavallo del bianco · b5 torre del bianco · c4 pedone del bianco · e4 re del nero · h4 alfiere del bianco · f3 cavallo del bianco · g3 pedone del bianco · b2 pedone del bianco · e2 re del bianco | c8 alfiere del nero · h8 torre del nero · c7 cavallo del nero · g7 alfiere del nero · h6 cavallo del bianco · b5 torre del bianco · c4 pedone del bianco · e4 re del nero · h4 alfiere del bianco · f3 cavallo del bianco · g3 pedone del bianco · b2 pedone del bianco · e2 re del bianco | c8 alfiere del nero · h8 torre del nero · c7 cavallo del nero · g7 alfiere del nero · h6 cavallo del bianco · b5 torre del bianco · c4 pedone del bianco · e4 re del nero · h4 alfiere del bianco · f3 cavallo del bianco · g3 pedone del bianco · b2 pedone del bianco · e2 re del bianco | c8 alfiere del nero · h8 torre del nero · c7 cavallo del nero · g7 alfiere del nero · h6 cavallo del bianco · b5 torre del bianco · c4 pedone del bianco · e4 re del nero · h4 alfiere del bianco · f3 cavallo del bianco · g3 pedone del bianco · b2 pedone del bianco · e2 re del bianco | 2 |
| 1 | c8 alfiere del nero · h8 torre del nero · c7 cavallo del nero · g7 alfiere del nero · h6 cavallo del bianco · b5 torre del bianco · c4 pedone del bianco · e4 re del nero · h4 alfiere del bianco · f3 cavallo del bianco · g3 pedone del bianco · b2 pedone del bianco · e2 re del bianco | c8 alfiere del nero · h8 torre del nero · c7 cavallo del nero · g7 alfiere del nero · h6 cavallo del bianco · b5 torre del bianco · c4 pedone del bianco · e4 re del nero · h4 alfiere del bianco · f3 cavallo del bianco · g3 pedone del bianco · b2 pedone del bianco · e2 re del bianco | c8 alfiere del nero · h8 torre del nero · c7 cavallo del nero · g7 alfiere del nero · h6 cavallo del bianco · b5 torre del bianco · c4 pedone del bianco · e4 re del nero · h4 alfiere del bianco · f3 cavallo del bianco · g3 pedone del bianco · b2 pedone del bianco · e2 re del bianco | c8 alfiere del nero · h8 torre del nero · c7 cavallo del nero · g7 alfiere del nero · h6 cavallo del bianco · b5 torre del bianco · c4 pedone del bianco · e4 re del nero · h4 alfiere del bianco · f3 cavallo del bianco · g3 pedone del bianco · b2 pedone del bianco · e2 re del bianco | c8 alfiere del nero · h8 torre del nero · c7 cavallo del nero · g7 alfiere del nero · h6 cavallo del bianco · b5 torre del bianco · c4 pedone del bianco · e4 re del nero · h4 alfiere del bianco · f3 cavallo del bianco · g3 pedone del bianco · b2 pedone del bianco · e2 re del bianco | c8 alfiere del nero · h8 torre del nero · c7 cavallo del nero · g7 alfiere del nero · h6 cavallo del bianco · b5 torre del bianco · c4 pedone del bianco · e4 re del nero · h4 alfiere del bianco · f3 cavallo del bianco · g3 pedone del bianco · b2 pedone del bianco · e2 re del bianco | c8 alfiere del nero · h8 torre del nero · c7 cavallo del nero · g7 alfiere del nero · h6 cavallo del bianco · b5 torre del bianco · c4 pedone del bianco · e4 re del nero · h4 alfiere del bianco · f3 cavallo del bianco · g3 pedone del bianco · b2 pedone del bianco · e2 re del bianco | c8 alfiere del nero · h8 torre del nero · c7 cavallo del nero · g7 alfiere del nero · h6 cavallo del bianco · b5 torre del bianco · c4 pedone del bianco · e4 re del nero · h4 alfiere del bianco · f3 cavallo del bianco · g3 pedone del bianco · b2 pedone del bianco · e2 re del bianco | 1 |
|   | a | b | c | d | e | f | g | h |   |

Soluzione:
1. Tf5!  (minaccia 2. Tf4 matto)
1. ...Tf8  (se 1. ...Axf5 2. Cf7! e la doppia minaccia 3. Cd6  3. Cg5 non si può parare). Se 1. ...Ce6 o Cd5 2. Cd2+ Rd4 3. Td5 matto; se 1. ...Axh6, Ae5 2. Te5 matto)

2. Af6!  la mossa tematica del Novotny: le linee f8-f4 e g7-e5 vengono chiuse, con la doppia minaccia 3. Tf4 e 3. Te5 matto.

2. ... Txf6  3. Te5  matto, oppure 2. ...Axf6  3. Tf4  matto.